# كرتشغان
كرتشغان هي قرية في مقاطعة أصفهان، إيران. يقدر عدد سكانها بـ 883 نسمة بحسب إحصاء 2016.